# Юркова Оксана Віталіївна
Окса́на Віта́ліївна Юрко́ва (нар. 23 травня 1967, Київ) — українська історик. Дослідниця української історіографії першої половини XX століття, іконографії. Кандидат історичних наук (1998). Провідна наукова співробітниця Інституту історії України Національної академії наук України.

## Біографія
1989 року закінчила історичний факультет Київського університету. Працює у відділі історії України 20-30-х років XX століття Інституту історії України Національної академії наук України: у 1989—1995 роках — стажистка-дослідниця, у 1995—1997 роках — аспірантка, у 1997—2000 роках — молодша наукова співробітниця, наукова співробітниця, від 2000 року — старша наукова співробітниця, нині — провідна наукова співробітниця.
1998 року захистила кандидатську дисертацію «Діяльність Науково-дослідної кафедри історії України М. С. Грушевського (1924—1930 рр.)» (науковий керівник — доктор історичних наук, професор Станіслав Кульчицький).
Від 1999 року — член робочої групи з підготовки «Енциклопедії історії України» (упорядник ілюстративного ряду). У жовтні 2006 — вересні 2008 року була секретаркою Експертної ради з історичних наук ВАК України.

## Основні праці
- Нариси з історії Києва: Навчальний посібник для середніх загальноосвітніх навчальних закладів. — К.: Генеза, 2002. — 384 с. (у співавторстві).
- Діяльність Науково-дослідної кафедри історії України М. С. Грушевського (1924—1930 рр.): Монографія. — К., 1999.
- Документи про створення і перші роки діяльності Інституту історії України АН УРСР, 1936—1941. — К.: Інститут історії України НАН України, 2001. — 210 с. (упорядник).

## Нагороди
Лауреат Державної премії України в галузі науки і техніки за 2016 за підготовку «Енциклопедії історії України» (у складі колективу).